# 溫德凱申島
57°06′S 26°47′W / 57.100°S 26.783°W

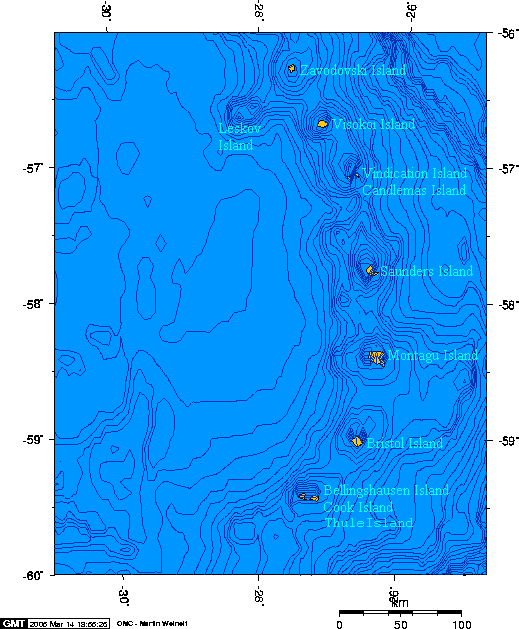

溫德凱申島是大西洋的島嶼，位於坎德爾默斯島東北4.5公里，屬於坎德爾默斯群島的一部分，長3公里、寬2公里，面積5平方公里，海拔高度430米，該島在1775年被英國航海家發現，島上無人居住。